# فیلیپه بوناردل
فیلیپه بوناردل (به فرانسوی: Philippe Bonnardel) بازیکن فوتبال و هافبک اهل فرانسه است که از سال ۱۹۲۰ تا ۱۹۲۷ میلادی عضو تیم ملی فوتبال فرانسه بوده‌است. وی در ۲۳ بازی ملی حضور داشته است و در بازی‌های ملی‌اش گلی به ثمر نرساند.